# OGCh

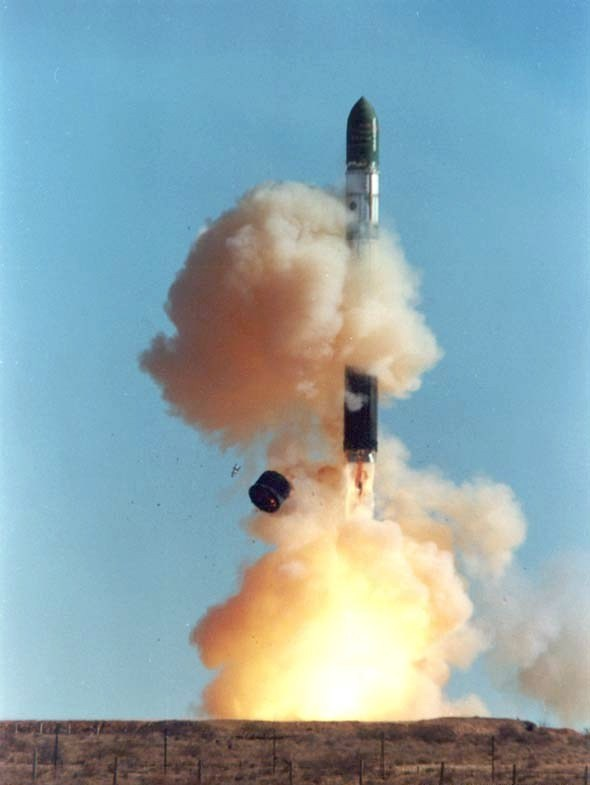
Tir d'une fusée Dnepr développée à partir d'un R-36.

OGCh (du russe : Orbital'noi Golovnoi Chasti c'est-à-dire « tête orbitale ») ou en anglais FOBS (Fractional Orbital Bombardment System c'est-à-dire « système de bombardement orbital fractionné ») désigne un système soviétique d'arme nucléaire pouvant être déployé sur une orbite terrestre basse. L'OGCh pouvait déclencher la rentrée atmosphérique de la tête nucléaire emportée par le satellite au moment propice pour frapper n'importe quel site à portée de l'orbite du satellite. Dans le contexte de la guerre froide entre l'Union soviétique et les États-Unis, l'objectif de ce système d'arme était de pouvoir contourner le système radar de détection d'attaque nucléaire américain, constitué dans les années 1950 par un réseau de radars déployé au nord de son territoire. L'OGCh devait être placé en orbite par une version spécifique du missile balistique intercontinental R-36. Le système est entré en service le 25 août 1969. Le développement d'un système d'alerte avancé nommé le Defense Support Program par les États-Unis au début des années 1970, capable de détecter la mise en orbite de ces armes, puis l'accord de désarmement SALT 2 interdisant le déploiement d'armes nucléaires en orbite entraîna le retrait des satellites OGCh par l'Union soviétique en 1983.

## Historique

### Le développement du missile balistique intercontinental R-36
En avril 1962, le gouvernement soviétique décide de développer la deuxième génération de missile balistique intercontinental avec comme objectif de pallier les insuffisances des missiles de première génération, les R-16 (SS-7 Saddler) et R-9 (SS-8 Sasin). La réalisation de quatre types de missile est planifiée. Le bureau d'études SKB-586 de Mikhail Yanguel développe à l'origine le R-38 qui est abandonné par la suite pour que les ingénieurs puissent se concentrer sur la conception du missile lourd R-36 (SS-9 Scarp),.

### Faille du système de défense américain
Dans les années 1960, la guerre froide entre l'Union soviétique et les États-Unis bat son plein. Les deux nations se livrent à une course aux armements en développant des armes nucléaires lancées par des missiles balistiques. En cas de conflit nucléaire, la localisation des lancements de missiles balistiques ennemis puis le calcul de leur trajectoire et de leur cible constituent des objectifs vitaux pour le système de défense de chaque superpuissance. En connaissant ces paramètres, il est en effet possible de monter une riposte adaptée à l'attaque et détruire à bon escient les silos encore occupés. Les responsables soviétiques savent que la génération de radars américains déployés à l'époque peut uniquement détecter les missiles qui suivent une trajectoire directe passant par le pôle Nord. Cette limitation permet, par une attaque passant par le Sud, de décapiter le commandement américain et, avec suffisamment de missiles, de détruire les principales installations de lancement avant que les américains prennent conscience de la menace.

### Développement d'une arme nucléaire orbitale
Pour exploiter cette faille les responsables soviétiques décident de développer un système d'armes constitué de têtes nucléaires associées à un module de propulsion placées en orbite permettant de procéder à une attaque surprise sous un angle imprévu. En 1962 l'OKB-1 procède au développement du missile GR-1 dont le rôle est d'emporter une charge orbitale. Ce développement n'est pas mené jusqu'au bout mais on fait croire que le missile est opérationnel dès 1964. Le système d'arme effectivement utilisé ne devient opérationnel que beaucoup plus tard. Il repose en fait sur le missile R-36 dont une version, R-36orb, capable de placer 1,8 tonne en orbite, est mise au point. Un satellite baptisé OGCh (code OTAN : SS-9 Mod 3 SCARP ou SS-9 FOBS) emporte une ogive d'une masse de 1 700 kg ayant une puissance, selon les sources, de 2,3 à environ 5 mégatonnes.
Les premiers tests ont lieu en décembre 1965. Après des essais balistiques décevants, le système est testé de bout en bout à une vingtaine de reprises entre 1966 et 1969. Le système d'armes est déclaré opérationnel le 19 novembre 1968.  12 missiles sont installés dans des silos implantés sur le cosmodrome de Baïkonour en 1970 puis 18 à partir de 1971.  
Le développement d'un système d'alerte avancé par les États-Unis au début des années 1970 capable de détecter la mise en orbite de ces armes puis l'accord de désarmement SALT 2 interdisant le déploiement d'armes nucléaires en orbite entraîne le retrait des satellites OGCh en 1983.
Le 1er mars 2018, le président russe Vladimir Poutine déclare que le missile balistique RS-28 Sarmat alors en développement possède cette capacité.

## Caractéristiques techniques
Le satellite OGCh, d'une masse de 1,7 tonne, est composé de deux sous-ensembles : la tête nucléaire logée dans un véhicule de rentrée de forme conique et un étage de manœuvre chargé d'assurer la navigation de manière autonome et de freiner le satellite au moment choisi. Ce dernier comprend un système de navigation inertielle et un radar altimètre pour mesurer l'altitude de l'orbite. La rétrofusée chargée de freiner le satellite pour déclencher sa rentrée atmosphérique et donc le lancement de l'arme nucléaire, est constituée par un moteur-fusée à ergols liquides RD-854 brûlant un mélange hypergolique de peroxyde d'azote et de UDMH. Le moteur développé par Yanguel a une poussée dans le vide de 7,7 tonnes. 2 groupes de 4 propulseurs, utilisant les gaz produits par la turbine associée au moteur-fusée, sont chargés de contrôler l'orientation. Il est prévu qu'en cas de conflit les satellites OGCh soient placés une orbite polaire passant par l'hémisphère sud et permettant de frapper les États-Unis en venant du sud prenant à contre-pied les défenses de NORAD tournées vers le nord.